# Anton Ziegenaus
Anton Ziegenaus (* 15. März 1936 in Höfarten bei Schiltberg, Bayern; † 7. August 2024 in Bobingen) war ein deutscher römisch-katholischer Theologe, der hauptsächlich auf dem Gebiet der Dogmatik arbeitete und als ordentlicher Professor für dieses Gebiet ab 1977 einen Lehrstuhl an der Universität Augsburg innehatte.

## Leben
Anton Ziegenaus, als Sohn von Katharina Ziegenaus, geborene Schweiger, und des Müllers Johann Ziegenaus, geboren im schwäbischen Dorf Schiltberg, besuchte das Rhabanus-Maurus-Gymnasium St. Ottilien der Erzabtei Sankt Ottilien, studierte Theologie, Philosophie und Psychologie an der Ludwig-Maximilians-Universität München. 1962 wurde er bei Alois Dempf mit der Arbeit Das Menschenbild des Theodor von Mopsvestia zum Dr. phil. promoviert. Im Jahr 1963 empfing er die Priesterweihe und es begann seine Tätigkeit als Kaplan und Seelsorger bis 1966 an St. Michael in Krumbach. 1971 folgte die Promotion bei Leo Scheffczyk zum Dr. theol. mit der Arbeit Die trinitarische Ausprägung der göttlichen Seinsfülle nach Marius Victorinus. An der Albert-Ludwigs-Universität Freiburg habilitierte er sich 1974 mit einer Schrift zur Theologie der Buße für das Fach Dogmatik. Von 1968 bis 1975 war er Wissenschaftlicher Assistent und ab 1974 Privatdozent an der Universität München gewesen. Ab 1977 war er Wissenschaftlicher Rat und Professor. Bis 2021 war er 45 Jahre als nebenamtlicher Seelsorger im Krankenhaus Bobingen tätig, wo er zuletzt lebte.
Im Jahr 1977 erhielt er einen Ruf an den Lehrstuhl für Dogmatik der Universität Augsburg. Er hatte Gastprofessuren an der Universidad de Navarra in Pamplona und Päpstlichen Universität vom Heiligen Kreuz (Pontificia Università della Santa Croce) in Rom inne. 2004 wurde er emeritiert. Er war wissenschaftlicher Leiter der Theologischen Sommerakademie in Dießen.

## Wirken
Die Forschungsschwerpunkte von Ziegenaus waren Geschichte des Schriftkanons, Eschatologie und Sakramentenlehre. Bekannt wurde Anton Ziegenaus mit dem achtbändigen Werk Katholische Dogmatik, das er zusammen mit Leo Scheffczyk verfasste. Das Werk wurde in mehrere Sprachen übersetzt. Er publizierte über 200 wissenschaftliche Arbeiten. Ab 1991 war er Mitherausgeber der Zeitschrift Forum Katholische Theologie.
Er war bis 2005 Vorsitzender der Deutschen Arbeitsgemeinschaft für Mariologie und Herausgeber der Buchreihe Mariologische Studien.
Seit 1956 war er Mitglied der katholischen Studentenverbindung KDStV Aenania München im CV. Seit 2000 war er Kuratoriumsmitglied des Forums Deutscher Katholiken.

## Ehrungen
- 1982: Bischöflicher Geistlicher Rat
- 1983: Päpstlicher Ehrenkaplan (Monsignore)
- 1988: Päpstlicher Ehrenprälat

## Bekannte Schüler
- Manfred Hauke, Theologe
- Richard Kocher, Intendant von Radio Horeb

## Schriften (Auswahl)
- Die trinitarische Ausprägung der göttlichen Seinsfülle nach Marius Victorinus (= Münchener Theologische Studien. II. Systematische Abteilung. Band 41). Max Hueber, München 1972, ISBN 3-88096-241-3 (zugleich Theologische Dissertation München 1971).
- Umkehr – Versöhnung – Friede. Zu einer theologisch verantworteten Praxis von Bußgottesdienst und Beichte. Herder, Freiburg im Breisgau 1975 (zugleich Habilitationsschrift Freiburg im Breisgau 1974).
- als Hrsg. mit Leo Scheffczyk: Theologie im Übergang. Peter Lang, Frankfurt am Main 1976 ff.
- Katholische Dogmatik, Bd. 1, Grundlagen des Dogmas (zusammen mit Leo Scheffczyk). Aachen: Mm Verlag 1997, ISBN 3-928272-50-0.
- Katholische Dogmatik, Bd. 2, Der Gott der Offenbarung (zus. mit L. Scheffczyk). Aachen 1996, ISBN 3-928272-47-0.
- Katholische Dogmatik, Bd. 3, Schöpfung als Heilseröffnung (zus. mit L. Scheffczyk). Aachen 1997, ISBN 3-928272-51-9.
- Katholische Dogmatik, Bd. 4, Jesus Christus. Die Fülle des Heils (zus. mit L. Scheffczyk). Aachen 2000, ISBN 3-928272-52-7.
- Katholische Dogmatik, Bd. 5, Maria in der Heilsgeschichte (zus. mit L. Scheffczyk). Aachen 2005, ISBN 3-928272-53-5.
- Katholische Dogmatik, Bd. 6, Die Heilsverwirklichung in der Gnade (zus. mit L. Scheffczyk). Aachen 1998, ISBN 3-928272-54-3.
- Katholische Dogmatik, Bd. 7, Die Heilsgegenwart in der Kirche und in den Sakramenten (zus. mit L. Scheffczyk). Aachen 2003, ISBN 3-928272-55-1.
- Katholische Dogmatik, Bd. 8, Die Zukunft der Schöpfung in Gott. Eschatologie. (zus. mit L. Scheffczyk). Aachen 1996, ISBN 3-928272-49-7.
- Volksfrömmigkeit und Theologie. Die eine Mariengestalt und die vielen Quellen. Regensburg: Pustet 1998, ISBN 3-7917-1603-4.
- Verantworteter Glaube. Theologische Beiträge. Stella Maris Verlag 1999, ISBN 3-934225-02-0.
- Das Marianische Zeitalter. Regensburg: Pustet 2002, ISBN 3-7917-1785-5.
- Totus Tuus. Maria in Leben und Lehre Johannes Pauls II. Regensburg: Pustet 2004, ISBN 3-7917-1931-9.
- Jesus Christus und die Religionen der Erde. Landsberg 2005, ISBN 3-9808068-4-7.

## Einzelnachweis
1. ↑  Manfred Hauke: Theologe Anton Ziegenaus verstorben. Die Tagespost, 8. August 2024, abgerufen am 9. August 2024.

| Personendaten    | Personendaten                                                                          |
| ---------------- | -------------------------------------------------------------------------------------- |
| NAME             | Ziegenaus, Anton                                                                       |
| KURZBESCHREIBUNG | deutscher römisch-katholischer Geistlicher und Hochschullehrer, Professor für Dogmatik |
| GEBURTSDATUM     | 15. März 1936                                                                          |
| GEBURTSORT       | Höfarten bei Schiltberg, Bayern                                                        |
| STERBEDATUM      | 7. August 2024                                                                         |
| STERBEORT        | Bobingen                                                                               |